# Математическая абстракция
Математическая абстракция — абстракция в математике, мысленное отвлечение. Типы абстрагирования, применяемых в математике: "чистое" отвлечение, идеализация и их различные вариации.

## "Чистое" отвлечение
"Чистое" отвлечение, как мысленный акт, представляет из себя фиксирование внимания лишь на определенных, существенных для цели или задачи, свойствах объектов рассмотрения. Другие свойства, связи и отношения нашим сознанием игнорируются, как несущественные. Результатом такого акта абстрагирования является некое общее понятие, закрепленное с помощью необходимых языковых средств.   

## Идеализация
Идеализация, как мысленный акт, это порождение некоторого понятия, становящегося для нас предметом рассмотрения. Причем данное понятие наделяется нашим сознанием не только свойствами исходных объектов, но и другими, воображаемыми, свойствами, которые могут быть как и отражающими свойства исходных объектов в измененном виде, так и вообще отсутствующими у них. 
Примером одной из наиболее часто используемых идеализации является абстракция актуальной бесконечности, ведущая к идее актуальной бесконечности. Данная абстракция является основой теоретико-множественного построения математики. Другая традиционная идеализация — это абстракция потенциально осуществимости — приводящая к идее потенциальной бесконечности. Данная абстракция совместно с отказом от применения абстракции актуальной бесконечности является основой конструктивного построения математики. 
Наиболее значительный вклад в анализ абстракции внесли математики: Давид Гильберт, Андрей Марков (младший), Герман Вейль, Лёйтзен Брауэр.